# 티렉스 (밴드)
티.렉스(T. Rex)는 마크 볼란의 주도로 1967년 결성된 영국의 록 밴드이다. 원래 이름은 티라노사우루스 렉스(Tyrannosaurus Rex)였고 이 이름으로 4장의 사이키델릭 포크 앨범을 냈다. 1969년 볼란은 밴드의 사운드를 어쿠스틱에서 일렉트릭으로 전환하기 시작했다. 다음 해 그는 밴드 이름을 티.렉스(T. Rex)로 줄였고 1970년 이런 변화의 정점을 담은 "Ride a White Swan" 싱글을 발매하면서 당시 떠오르는 글램 록 계에서 상업적 성공을 거둔다.
1970년에서 1973년까지 티.렉스는 영국에서 비틀즈에 버금가는 인기를 누리며 UK 톱10에 11개의 싱글을 올렸다. 영국 팝계의 최고봉을 찍으며 이들은 4개의 영국 넘버 원 히트곡 "Hot Love", "Get It On", "Telegram Sam", "Metal Guru"를 냈다. 1971년에 발표한 <Electric Warrior> 앨범은 글램 록을 개척한 것으로 평가받고 있으며 영국에서 1위에 오른다. 이어 1972년 후속으로 내놓은 <The Slider>는 미국 톱 20에 들어갔고 이듬해 1973년에 발매된 "20th Century Boy"는 영국에서 3위에 올랐다. 이후 티.렉스의 상업적 성공은 주춤했으나 계속하여 매년 앨범을 발표한다.
1977년 마크 볼란은 마지막 스튜디오 앨범인 <Dandy in the Underworld>를 내고 몇 개월 뒤 자동차 사고로 사망한다. 이후에도 티.렉스는 지속적으로 다양한 아티스트들에게 방대한 영향력을 끼쳐오고 있다.

## 역사

### 결성과 사이키델릭 포크
마크 볼란은 몇 장의 솔로 싱글들의 실패와 사이키 록 밴드인 존스 칠드런(John's Children)에서 잠깐 동안 리드 기타리스트로의 활동을 거쳐 1967년 7월 티라노사우루스 렉스를 결성한다. 드러머 스티브 포터와 기타리스트 벤 커트랜드, 그리고 알려지지 않은 베이스 주자와 함께 4인조 일렉트릭 록 밴드로서 시작했지만 7월 22일 런던의 코벤트 가든에서 단 차례의 처참한 공연 이후 바로 해체된다. 이후 스티브 페레그린 툭이라고 개명한 드러머 포터가 퍼커션을 맡으면서 포크음악과 인도 음악인인 라비 샨카에 영향을 받은 볼란의 곡들을 가지고 어쿠스틱 듀오로 활동하기 시작한다. 볼란의 어쿠스틱 기타와 독특한 보컬 스타일에 툭의 봉고와 퍼커션이 더해지면서 (종종 실로폰 같은 아이들 장난감 같은 것들도 사용했다) 당시 번져가던 히피 언더그라운드계에서 이름을 내기 시작한다. 초기 녹음 작업시 BBC 라디오원(Radio One)의 DJ였던 존 필의 강력한 후원을 받았고 필은 후에 볼란이 쓴 글을 낭독하는 역할로 음반에 등장하기도 했다. 또 한 명의 조력자는 토니 비스콘티라는 제작자로 밴드가 글램 록으로 변신한 이후에까지도 이들의 앨범에 제작자로 참여하게 된다.
1968-1969년에 걸쳐 티라노사우루스 렉스는 라디오와 앨범을 통해 어느 정도 성공을 거두었고 세 번째 앨범인 <Unicorn>으로 UK 톱 10에 근접하는 성과를 낸다. 볼란의 초기 솔로 음악들은 록앤롤에 영향을 받은 팝 음악들이었는데 이제 와서는 드라마틱한 바로크식 음악으로 화려한 멜로디에 그리스와 페르시아 신화 및 자신의 시들로 꾸며진 초현실적 가사가 더해진 음악들을 만들었다. 밴드는 BBC 라디오의 필세션(Peel Sessions)에 정기적으로 출연했고 영국 학생유니온 강당들을 돌며 공연을 했다.
1969년에 이르러 티라노사우루스 렉스의 두 멤버 사이에 균열이 생기기 시작한다. 볼란과 그의 여자친구인 준 차일드는 조용한 삶을 살았고 볼란은 <사랑의 마법사(The Warlock of Love)>라는 제목의 시집 작업을 하며 곡작업과 음악 연습에 집중하고 있었다. 한편 툭은 래드브로크 그로브를 중심으로 한 반상업적이고 마약을 즐기는 영국 언더그라운드계에 완전 빠져들었다. 또한 툭은 믹 파렌 & 디비언츠(Mick Farren/Deviants)와도 같은 아나키즘 요소들에 끌리면서 핑크 페리스(Pink Fairies)와 록앤롤 & 드링킹 클럽의 멤버들과 어울려 다녔다. 툭은 자신의 곡을 만들기 시작했고 듀오가 연주하기를 원했지만 볼란은 강력하게 반대하며 1969년 봄이나 여름 쯤에 발매 예정이었던 네 번째 앨범에 넣으려 하지 않았다. 볼란에게 퇴짜를 맞은 툭은 트윙크(Twink)의 씽크 <Think Pink> 앨범에 자신의 곡 두 개와 함께 보컬과 퍼션으로 참여하게 된다.
볼란과 툭의 관계는 이것으로 끝이 난다. 계약상 미국 순회공연이 남아 있었지만 이 또한 시작 전부터 파국을 예고하고 있었다. 제대로 홍보와 계획이 없었던 이 순회공연에서 어쿠스틱 듀오는 함께 출연한 시끄러운 일렉트릭 밴드들로 인해 묻혀버리게 된다. 이런 상황을 극복하기 위해 툭은 이기 팝의 쇼킹한 록 스타일을 모방한다. "LA 선셋스트립에서 공연할 때 나는 셔츠를 벗어제치고 사람들이 조용해질 때까지 내 몸을 채찍질했다. 벨트로 말이다. 피가 튀기 시작하자 조용해지더라. '저게 뭐야, 무대에 정신나간 놈이 있어'라면서. 이기나 스투지스도 그런 식이었다"라고 툭은 당시 상황을 설명했다.
영국으로 돌아오자 마자 볼란은 퍼커셔니스트를 툭에서 미키 핀(Mickey Finn)으로 교체하고 네 번째 앨범인 <A Beard of Stars>를 마무리하여 1970년 초에 발매하는데 이것이 티라노사우루스 렉스라는 이름으로 낸 마지막 앨범이 되었다. 한편 핑크 페리스의 발굴을 돕고 믹 파렌의 솔로 앨범 <Mona – The Carnivorous Circus>에 참여하는 등 1970년대에 걸쳐 툭은 대부분 솔로, 혹은 Shagrat(1970–1971), Steve Took's Horns (1977–1978)와 같은 밴드를 이끌며 자신을 음악을 추구한다. 툭과는 다르게 핀은 작곡에 뜻이 없었다. 토니 비스콘티는 그가 툭과 같은 재능은 없다고 평했다. "미키는 툭만큼 창의적이지 않았다. 백보컬도 약해서 마크는 다시 자신의 소리를 거기에 덧입히곤 했다."

### 글램 록과 상업적 성공
점점 제목이 짧아지면서 티라노사우루스 렉스의 앨범들은 점차 발전했고 볼란의 작곡도 좀 더 대중적이 되며 일렉트릭 기타도 도입하면서 진정한 록 사운드를 실험하기도 했다. 분수령이 된 것은 툭이 탈퇴하기 얼마 전인 1969년 여름에 녹음하고 발매했던 "King of the Rumbling Spires"로 록 밴드 셋업에 <A Beard of Stars> 보다 한층 진일보한 일렉트릭 사운드를 담고 있었다. 제목 줄이기의 전통을 이어온 다음 앨범 <T. Rex>에서 사운드는 일렉트릭 기타로의 완전한 전환이 이루어졌다. 이름에 대해서는 비스콘티가 스튜디오 시간표나 녹음 테이프에 긴 밴드 이름을 적기가 귀찮아 줄여버렸는 얘기도 있고 볼란이 처음에는 그걸 보고 화를 냈으나 후에는 그것이 자신의 아이디어라고 했다는 등등의 설이 있다. 아무튼 더 팝적인 새로운 사운드로 만들어낸 앨범의 첫 싱글인 "Ride a White Swan"은 1970년 10월에 발매되었고 11월 말에는 UK 톱 10에 진입하였다가 1971년 1월에 2위에까지 오른다. 이와 함께 앨범 <T. Rex>는 UK 앨범차트 톱 20에 진입하게 된다.
"Ride a White Swan"에 곧이어 나온 두 번째 싱글인 "Hot Love"는 UK 차트 1위를 기록했고 6주간 머물렀다. 히피가 나이를 먹어가면서 십대들이 그 자리를 차지하기 시작했고 이들의 성원에 힘입어 순회공연을 하기 위해 베이스에 스티브 커리(Steve Currie)와 드러머 빌 레전드(Bill Legend)를 영입하여 밴드를 구성하게 된다. 볼란이 톱 오브 더 팝스 프로그램에 출연할 때 첼리타 세쿤다가 그의 눈 빛에 반짝이는 두 개의 눈물방울 화장을 해주었던 그 공연은 종종 글램 록의 탄생으로 여겨진다. 이 이후 글램 록은 1971-72에 걸쳐 영국과 유럽에서 인기몰이를 하게 된다. 티.렉스의 사운드가 일렉트릭 기타 쪽으로 전환하는 동시에 볼란의 가사와 이미지도 노골적으로 성적인 방향으로 흐르게 된다. 밴드의 새로운 이미지와 사운드는 볼란의 옛 팬들이었던 히피들의 분노를 샀고 그를 "변절자"라 부르게 된다. 티라노사우루스 렉스가 담고 있던 가사의 내용들이 얼마간은 남아 있었지만 그런 시적이고 초현실주의적인 가사들의 중간중간 감각적이고 난잡한 신음과 빈정댐이 추가되었다.
1971년 9월 티.렉스는 커리와 레전드와 함께 두 번째 앨범 <Electric Warrior>를 발매한다. 티.렉스 최고의 앨범으로 종종 여겨지는 <Electric Warrior>는 순위들을 석권하며 밴드에게 상업정 성공을 안겨주었다. 출판업자인 BP 팔론은 비틀매니아와 같이 밴드의 성공을 표현하는 신종어인 "티.렉스타시(T. Rextasy)"라는 용어를 만들어내기도 했다. 이 앨범에는 티.렉스의 가장 유명한 곡인 "Get It On"이 들어있었고 이 곡은 영국에서 넘버 원의 자리를 차지했다. 미국에서는 체이스라는 밴드의 동명의 곡과 구별하기 위해 "Bang a Gong (Get It On)"이라는 제목으로 발매되었고 1972년 1월 미국의 톱10에 진입했다. 밴드 스위트(Sweet)의 몇몇 곡들과 함께 "Get It On"은 미국에서 성공을 거둔 몇 안되는 영국 글램 록 곡들 중 하나다. 한편 이 앨범에는 "Cosmic Dancer"나 "Gril"과 같이 볼란의 어쿠스틱 뿌리가 아직 남아있는 곡들도 있었다. 성공 이후 얼마 안 있어 볼란은 플라이 레코드를 나왔는데 계약이 해지된 이후 음반사는 그의 허락 없이 앨범에 담겨있던 "Jeepster"를 싱글로 내놓기도 했다. 볼란은 EMI사로 옮겼는데 EMI는 그에게 자신의 이름을 딴 레이블로 티.렉스 레코드인 "T. Rex Wax Co"를 만들어 주었다.
1972년 3월 18일 티.렉스는 웸블리의 엠파이어 풀에서 두 차례 공연을 가졌고 이를 링고 스타는 그의 애플 필름 직원들과 함께 촬영했다. 두 번째 공연을 찍은 대부분의 영상은 볼란이 만든 록영화인 <Born to Boogie>에 대부분 차용되었고 첫 번째 공연의 자투리 영상들은 영화가 끝나고 엔딩 크레딧이 올라가는 부분에 나온다. <Born to Boogie>에는 티.렉스와 링고 스타 외에도 엘튼 존과 함께 "Children of the Revolution"과 "Tutti Frutti"를 잼하는 장면도 담겨 있다. 엘튼 존은 이전에도 1971년 톱 오브 더 팝스 프로그램에 볼란과 함께 출연하여 "Get it On"을 피아노로 연주하기도 했었다.
티.렉스의 세 번째 앨범인 <The Slider>는 1972년 7월에 발매되었다. 미국에서 가장 큰 성공을 거둔 이 앨범은 한편 영국에서는 이전 앨범보다는 낮은 4위까지 올랐다. 1972년 봄 여름에 걸쳐 볼란의 옛 레이블인 플라이는 싱글과 B사이드, LP 곡들을 모은 <Bolan Boogie>라는 앨범을 내어 차트를 석권하면서 <The Slider>의 판매에 영향을 끼쳤다. 한편 <The Slider>에서 뽑은 두 개의 싱글 "Telegram Sam"과 "Metal Guru"는 영국에서 넘버원에 올랐다. <Born to Boogie> 영화는 1972년 12월 런던의 오스카 원 극장에서 상영을 시작했다. 평론가들은 부정적 리뷰를 내놓았지만 팬들은 열광했다.

### 전환기, 쇠퇴와 재기
<Tanx> 앨범은 전성기 티.렉스 라인업이 내놓은 마지막 앨범이다. 멜랑콜리한 발라드와 멋스러움이 담긴 절충적 앨범으로 멜로트론이나 색소폰 같은 추가적 악기들을 더함으로 사운드를 더욱 북돋아 주었다. "The Street and Babe Shadow"는 펑키했고 마지막 곡인 "Left Hand Luke and the Beggar Boys"는 여성 백보컬들이 더해진 가스펠 스타일이었다. 두 달 뒤인 1973년 3월에 발매된 "20th Century Boy"는 다시 한번 대성공을 거두어 영국 싱글 차트 3위에 올랐는데 앨범에는 포함되지 않았다. 이로서 11개의 싱글을 영국 톱10에 올렸던 티.렉스의 전성기는 막을 내린다.
녹음하는 도중에 티.렉스 멤버들은 하나 둘 밴드를 떠났는데 우선 11월에 빌 레전드가 탈퇴했다. <Zinc Alloy and the Hidden Riders of Tomorrow> 앨범은 1974년 2월 1일 발매되어 영국에서 12위에 올랐다. 이 앨범은 티라노사우루스 렉스 시절과 같은 긴 노래 제목과 복잡한 가사로 이루어졌는데 상업적 성공은 거두지 못했다. 이 시기에 세컨드 기타에 잭 그린(Jack Green), 페달 스틸에 BJ 콜(Cole)을 영입하면서 밴드는 확장된다. 앨범을 내고 얼마 안 있어 볼란은 제작자인 토니 비스콘티와 헤어지고 1974년 12월에는 미키 핀도 밴드를 떠난다. 1974년 말 마크 볼란은 솔로로 "Zip Gun Boogie"라는 싱글을 내놓았는데 (그때까지는 티.렉스 레이블로 발매되었다) 영국에서 41위에 밖에 못올라가는 실패를 했으며 티.렉스는 서둘러 정체성을 재정립한다.
<Bolan's Zip Gun>(1975) 앨범은 볼란이 제작한 것으로 작곡 뿐 아니라 음악에 더욱 강렬함과 초현대적 광택을 더했다. 비스콘티와 작업했던 마지막 곡 "Till Dawn"은 볼란의 제작으로 다시 녹음되어 앨범에 들어갔다. 볼란이 제작한 이 앨범은 그리 좋은 평을 받지 못했다. <Zinc Alloy>와 <Zip Gun>를 합친 앨범이 미국에서 <Light of Love>라는 제목으로 발매되었는데 롤링스톤지는 별 다섯에 한 개를 주었으며 영국 언론들은 마크 볼란이 이미 1960년대 중반에 "징크 알로이"란 가명으로 활동하겠다는 이야기를 했었음에도 불구하고 데이비드 보위의 <The Rise and Fall of Ziggy Stardust and the Spiders from Mars>를 흉내냈다고 매도했다. 나폴레옹 콤플렉스가 있다고도 하는 몽상가인 볼란은 이 시기에 점점 고립되었고 영국의 높은 세금으로 인해 몬테 카를로와 미국을 전전하게 된다. 채식주의자였던 볼란은 이때 햄버거와 술을 섭취하기 시작하여 체중이 불었고 음악언론들은 이를 가지고 그를 조롱했다.
티.렉스의 끝에서 두 번째 앨범인 <Futuristic Dragon>(1976)는 월 오브 사운드 스타일의 곡으로부터 옛 티.렉스 부기의 향수를 담은 곡들에까지 이르는 편집증적인 제작 방식을 보였다. 겨우 50위에 오른 이 앨범은 오히려 평론가들 사이에서 좋은 평을 받았고 여기서 두 개의 싱글 "New York City"(영국에서 15위)와 "Dreamy Lady"(30위)를 발매했다. 앨범 홍보를 위해 티.렉스는 영국 순회공연과 탑 오브 더 팝스, 수퍼소닉, 겟 잇 투게더 같은 TV 쇼에도 출연했다.
1976년 여름 티.렉스는 "I Love to Boogie"(13위)와 "Laser Love"(42위) 싱글 두 개를 추가로 냈다. 그리고 1977년 초 발매된 <Dandy in the Underworld>는 평론계의 극찬을 받았다. 볼란은 살을 빼고 다시 요정의 모습으로 돌아왔고 곡들 역시 군더더기를 뺀, 잘 빠진 사운드였다. 봄에 펑크 밴드 더 댐드(The Damned)와 함께 한 영국 순회공연은 긍정적 평을 받았고 볼란은 다시금 새롭게 다가온 인기를 즐기며 핀과 툭이랑 다시 연주하겠다거나 제작자 토니 비스콘티와 다시 작업하겠다는 이야기들을 했다.

### 볼란의 죽음과 밴드의 해체
마크 볼란과 그의 여자친구 글로리아 존스는 1977년 9월 15일 저녁 스픽이지에서 술을 마시고 런던 중심부 메이페어의 버클리광장에 있는 모톤스 클럽에서 저녁을 먹었다. 16일 아침 일찍 집으로 차를 몰고 오는 중 존스는 런던 남서부의 반즈 퀸즈 릿지의 집시 레인에서 가까운 곳에 있는 작은 홍예다리를 제대로 건너지 못하면서 볼란의 자주색 미니 1275GT로 가로수를 박았다. (이곳은 현재 볼란의 성지가 되었다) 여기는 볼란의 집이 있는 이스트 쉰의 어퍼 리치몬드 로드 웨스트 142번지에서 몇 마일 떨어지지 않은 곳이었다. 존스는 중상을 입었고 볼란은 사고로 사망했다. 그의 30세 생일을 2주 앞두고 있었다.
볼란의 죽음으로 밴드는 끝이 났다. 한편 스티브 페레그린 툭은 1980년 몰핀과 환각물질이 섞인 버섯을 섭취한 후 목이 마비되면서 마셨던 체리 칵테일로 인해 질식사했고 스티브 커리 또한 1981년 자동차 사고, 미키 핀은 2003년 지병으로. 피터 '디노' 다인스는 2004년 심장마비로 각각 사망했다.

## 영향과 유산
티.렉스는 수 십년에 걸쳐 글램 록, 펑크, 포스트펑크, 인디 팝, 브릿팝, 얼터너티브 록 등 여러 장르에 방대한 영향을 끼쳤다. 그에게 영향을 받았다고 언급한 이들로 뉴욕 돌스(New York Dolls), 케이트 부시(Kate Bush), 수지 앤 더 밴시스(Siouxsie and the Banshees), 조이 디비전(Joy Division), 더 스미스(The Smiths), 픽시스(Pixies) 트리키(Tricky) 등이 있다.
뉴욕 돌스의 실비안 실비안은 빌리 멀시아와 조니 썬더스와 함께 밴드를 결성할 당시에 대해 "우리는 모두 침대에 앉아 싸구려 기타로 블루스 곡들과 함께 마크 볼란의 노래를 부르곤 했다"고 회고했다. 스파크(Sparks)는 결성 당시 티.렉스의 전신이었던 티라노사우루스 렉스로부터 영감을 얻었다. 더 스미스의 작곡가이자 기타리스트인 조니 마르는 "티.렉스는 순수 팝 그 자체다"라고 말했는데 더 스미스의 "Panic"과 "Shoplifters of the World Unite" 같은 곡들은 티.렉스로부터 지대한 영향을 받았다. 리드 싱어인 모리세이 역시 볼란을 흠모했는데 "Panic"을 만들 때 그는 "Metal Guru"로부터 큰 영감을 받아 똑같은 창법으로 노래하려 했다. 그는 "Panic"의 가사를 "Metal Guru"와 운이 맞도록 조정하기까지 했다. 또 마르는 "그는 또 내게 같은 방식으로 기타를 연주해 달라고 부탁했죠. 두 곡이 똑같을 수 있도록!"이라고 했다. 마르는 볼란을 그가 가장 좋아하는 10명의 기타리스트들 중 하나로 꼽았다. 수지 앤 더 밴시스는 그들의 초창기 시절 "20th Century Boy"를 리메이크한 곡을 냈다. 조이 디비전의 버나드 섬머는 초기 티.렉스의 기타 사운드가 트레이드 마크인데 그의 음악 여정은 "Ride a White Swan"과 함께 시작되었다. 슬리츠(The Slits)의 기타리스트인 비브 알버틴은 볼란의 기타 연주에 매료되었다. "그것이 내가 처음으로 기타 파트를 제대로 들었던 때였어요. 당시에 여자애들은 기타 파트를 듣지 않았거든요, 그건 남자들의 전유물이라고 여겼죠. 당시 기타는 상당히 마초적 악기였어요. 감히 말하자면 헨드릭스의 기타 연주는 너무 노골적이고 위협적으로 섹시했는데 반해 마크 볼란은 일종의 만화 같았다고나 할까요. 그래서 흥얼거릴 수 있을 정도였죠. 명연주라고는 할 수 없었지만 재미있고 유머가 있었어요." 프리패브 스프라우트(Prefab Sprout)의 패디 맥칼룬은 "Ride a White Swan"에 대해 "팝에 대한 나의 사랑을 정당화 해주는 곡이다"라고 평가했다.
픽시스의 리드 기타리스트 조이 산티아고는 자신을 정의하는 13개의 앨범 중 하나로 <Electric Warrior> 꼽았고 더 잼(The Jam)의 폴 웰러도 그랬다. "볼란은 블루스를 더 맛있게 요리했죠"라고 산티아고는 말한다. 케이트 부시는 십대 시절 볼란의 음악을 들었고 자신의 노래인 "Blow Away (for Bill)" 가사 중에 그의 이름을 언급하기도 했다. 트릭키는 볼란에 대해 "완전 독특하며 시대를 앞섰다"고 평했다. PJ 하비와 함께 작업하는 존 파리쉬는 가장 좋아하는 앨범들에 대해 이야기하면서 티.렉스는 "시작점이었다"며 "이 밴드와 앨범 <Electric Warrior>는 나로 음악을 시작하게 했다"고 말했다. 티.렉스가 톱 오브 더 팝스에 나와 "Jeepster"를 연주하는 것을 보며 그는 "저게 내가 원하는 음악이야..."라고 느꼈고 "12살이었음에도 공감할 수 있었고 지금도 음반을 만들 때 돌아보는 시금석 중 하나다"라고 회고했다. 또한 그는 "1971년부터 거의 지속적으로 티.렉스 음악을 듣고 있다"고도 했다.
티.렉스는 여러 곡들에서 인용되었는데 특히 데이비드 보위의 노래 "All the Young Dudes"(모트 더 후플을 위해 쓴 곡), 더 후(The Who)의 1981년 히트곡인 "You Better You Bet"의 가사 중에, B A 로버트슨의 1980년 히트곡 "Kool in the Kaftan", 레이먼스(Ramones)의 "Do You Remember Rock 'n' Roll Radio?", 그리고 R.E.M.의 "The Wake-Up Bomb" 등이 그렇다. R.E.M.은 "20th Century Boy"를 리메이크 하기도 했다. 조이 레이먼은 볼란에 대해 "나는 독특하고 창의적이며 색깔이 있는 사람들에게 끌린다. 그래서 마크 볼란을 좋아한다. 그의 노래하는 방식이나 행동 등, 그에게는 뭔가 신비함이 있다. 그의 노래는 심금을 울린다. 감동적이며 어둡다"라고 언급했다. 티.렉스의 초기 어쿠스틱 음악은 프로그레시브 록의 탄생에 도움을 주었고 데벤드라 반하트 같은 21세기 인디 포크 음악에까지도 영향을 미쳤다. 마이 케미컬 로맨스(My Chemical Romance)의 곡 "Vampire Money"의 가사 중에는 "빛나는 태양 가운데 볼란처럼 깜빡이는 빛"이라며 그를 직접 언급한 것도 있다. 오아시스(Oasis)는 그들의 싱글 "Cigarettes & Alcohol"에서 분명 "Get It On"의 기타 리프를 "차용"했다. 오아시스의 기타리스트인 노엘 갤러거는 티.렉스로부터 강한 영향을 받은 바 있다고 했다. 티.렉스의 음악은 <벨벳 골드마인>, <데쓰 프루프>, <빌리 엘리어트>, <뱅크 잡>, <달라스 바이어스 클럽> 등과 같은 영화 사운드트랙으로도 많이 사용되었으며 린제이 앤더슨의 영화 <오 럭키 맨!>과 조니 뎁이 출연한 팀 버튼의 <다크 쉐도우스>에는 <The Slider>의 커버가 등장한다. 미하 마찌니의 소설 <선한 영혼들의 왕> 중 도입부에서 주인공은 자신의 어린 시절 티.렉스의 앨범 <King of Rumbling Spires>를 봤던 것을 회상하며 자신이 그 제목을 "King of the Rattling Spirits"라고 잘못 기억하고 있음을 깨닫는 장면이 나온다. "20th Century Boy"는 현재 미국 오디션 프로그램인 립 싱크 배틀의 오프닝 주제가로 쓰이고 있다.

## 정규 음반
티라노사우루스 렉스(Tyrannosaurus Rex)
- My People Were Fair and Had Sky in Their Hair... But Now They're Content to Wear Stars on Their Brows (1968년)
- Prophets, Seers & Sages: The Angels of the Ages (1968년)
- Unicorn (1969년)
- A Beard of Stars (1970년)

티.렉스(T.Rex)
- T.Rex (1970년)
- Electric Warrior (1971년)
- The Slider (1972년)
- Tanx (1973년)
- Zinc Alloy and the Hidden Riders of Tomorrow (1974년)
- Bolan's Zip Gun (1975년)
- Futuristic Dragon (1976년)
- Dandy in the Wonderworld (1977년)

## 멤버
- 마크 볼란(Marc Bolan) – 리드/리듬 기타, 리드 보컬 (1967년 7월 – 1977년 9월, 1977년 사망) 건반 (1969 1월 - 1970년 9월)
- 벤 커트랜드(Ben Cartland) - 기타 (1967년 7월)
- 미상 - 베이스 (1967년)
- 스티브 페레그린 툭(Steve Peregrin Took) – 퍼커션, 백 보컬, 드럼, 베이스 (1967년 7월 – 1969년 9월, 1980년 사망)
- 미키 핀(Mickey Finn) – 퍼커션 (1969년 10월 – 1975년 2월, 2003년 사망) 드럼 (1969년 10월 - 1971년 3월) 베이스 (1969년 10월 - 1970년 12월)
- 스티브 커리(Steve Currie) – 베이스 (1970년 12월 – 1976년 8월, 1981년 사망)
- 빌 레전드(Bill Legend) – 드럼 (1971년 3월 – 1973년 11월)
- 글로리아 존스(Gloria Jones) – 건반, 보컬 (1973년 7월 – 1976년 8월)
- 잭 그린(Jack Green) – 리드 기타 (1973년 7월 – 1973년 11월)
- 디노 다인스(Dino Dines) – 건반 (1974년 1월 – 1977년 9월, 2004년 사망)
- 폴 펜톤(Paul Fenton) - 드럼 (1973년 12월 - 1974년 2월) 퍼커션 (1974년 11월)
- 데이비 러튼(Davey Lutton) – 드럼 (1974년 1월 – 1976년 8월) 퍼커션 (1975년 2월 - 1976년 8월)
- 밀러 앤더슨(Miller Anderson) – 리드 기타 (1976년 8월 – 1977년 6월)
- 허비 플라워스(Herbie Flowers) – 베이스 (1976년 8월 – 1977년 9월)
- 토니 뉴만(Tony Newman) – 드럼, 퍼커션 (1976년 9월 – 1977년 9월)

## 같이 보기
- 글램 록